# Bruce Mahler
Bruce Mahler (* 12. September 1950 in New York) ist ein US-amerikanischer Schauspieler, Filmproduzent und Drehbuchautor, der vor allem durch die Rolle des Douglas Fackler in den Police-Academy-Filmen 1 bis 3 und 6 und durch die Rolle des Rabbi Glickman in der Sitcom Seinfeld bekannt.

## Karriere
Im Jahr 1977 trat Bruce Mahler in zwei Episoden der Serie Fernwood 2 Night und 1980 in einer Comedyshow auf. Im Jahre 1984 bekam er die Rolle des Douglas Fackler im Film Police Academy – Dümmer als die Polizei erlaubt, die auch in den Filmen Police Academy 2 – Jetzt geht’s erst richtig los (1985), Police Academy 3 – … und keiner kann sie bremsen (1986) und Police Academy 6 – Widerstand zwecklos (1989) spielt. Neben den Film Funland spielte Bruce Mahler weitere kleinere Rollen in vielen Filmen. Im Jahr 2000 trat außerdem in den Filmen Der Sturm und Scary Movie auf. Im Jahre 2001 zog sich Mahler zurück und schrieb und produzierte für seine Filmproduktionsfirma in Florida. Heute besitzt er eine Filmproduktionsfirma in New York.

## Filmografie (Auswahl)
- 1977: Fernwood 2 Night (Fernsehserie, 2 Folgen)
- 1984: Freitag der 13. – Das letzte Kapitel (Friday the 13th: The Final Chapter)
- 1984: Police Academy – Dümmer als die Polizei erlaubt (Police Academy)
- 1985: Police Academy 2 – Jetzt geht’s erst richtig los (Police Academy 2: Their First Assignment)
- 1986: Police Academy 3 – … und keiner kann sie bremsen (Police Academy 3: Back in Training)
- 1989: Police Academy 6 – Widerstand zwecklos (Police Academy 6: City Under Siege)
- 1990: Dick Tracy
- 1991: Hook
- 1993: Loaded Weapon 1 (National Lampoon’s Loaded Weapon 1)
- 1995–1998: Seinfeld (Fernsehserie, 3 Folgen)
- 2000: Der Sturm (%The Perfect Storm)
- 2000: Scary Movie